# Ge Manqi
Dans ce nom chinois, le nom de famille, Ge, précède le nom personnel.
Ge Manqi (chinois : 葛曼棋 ; pinyin : Gě Mànqí, née le 13 octobre 1997 à Qingliu) est une athlète chinoise, spécialiste du sprint.

## Carrière
Ge Manqi est médaillée d'or du 100 mètres aux Jeux asiatiques de la jeunesse de 2013 à Nankin.
Elle termine deuxième du relais 4 × 100 mètres aux Jeux asiatiques de 2018 à Jakarta puis remporte la médaillée d'or du relais 4 × 100 mètres aux Championnats d'Asie d'athlétisme 2019 à Doha.
Le 12 mai 2019, lors des Relais mondiaux, elle établit le record d’Asie du relais 4 x 200 m avec ses coéquipières Liang Xiaojing, Wei Yongli et Kong Lingwai, en 1 min 32 s 76 (AR).
Le 5 juillet 2019, lors de la course B du 100 m de l'Athletissima de Lausanne, Ge Manqi explose son record personnel sur 100 m en s'imposant en 11 s 04 (+ 0,4 m/s), performance qui la fait devenir la 4e chinoise la plus rapide de l'histoire, et la 3e asiatique ex-aecquo (avec Lyubov Perepelova et Susanthika Jayasinghe) de l'histoire.
Le 24 mai 2020, elle court à Fuzhou en 22 s 69 (+ 1,8 m/s) sur 200 m, MPMA et record personnel. Elle établit le meilleur temps par une sprinteuse chinoise depuis 1998.

## Palmarès
| Date | Compétition               | Lieu     | Résultat | Epreuve   | Temps         |
| ---- | ------------------------- | -------- | -------- | --------- | ------------- |
| 2018 | Coupe du monde            | Londres  | 3e       | 4 x 100 m | 42 s 94       |
| 2018 | Jeux asiatiques           | Jakarta  | 2e       | 4 x 100 m | 42 s 84       |
| 2018 | Coupe continentale        | Ostrava  | 3e       | 4 x 100 m | 42 s 93       |
| 2019 | Championnats d'Asie       | Doha     | 6e       | 200 m     | 23 s 34       |
| 2019 | Championnats d'Asie       | Doha     | 1re      | 4 x 100 m | 42 s 87       |
| 2019 | Relais mondiaux de l'IAAF | Yokohama | 2e       | 4 x 200 m | 1 min 32 s 76 |
| 2019 | Championnats du monde     | Doha     | finale   | 4 x 100 m | DQ            |
| 2019 | Jeux mondiaux militaires  | Wuhan    | 4e       | 100 m     | 11 s 42       |
| 2019 | Jeux mondiaux militaires  | Wuhan    | 2e       | 4 x 100 m | 43 s 45       |
| 2023 | Championnats d'Asie       | Bangkok  | 3e       | 100 m     | 11 s 40       |
| 2023 | Championnats d'Asie       | Bangkok  | 1re      | 4 × 100 m | 43 s 35       |
| 2023 | Jeux asiatiques           | Hangzhou | 1re      | 100 m     | 11 s 23       |
| 2023 | Jeux asiatiques           | Hangzhou | 1re      | 4 x 400 m | 43 s 39       |

## Records
| Épreuve | Épreuve   | Temps       | Lieu     | Date            |
| ------- | --------- | ----------- | -------- | --------------- |
| 60 m    | En salle  | 7 s 10 (NR) | Hangzhou | 19 mars 2019    |
| 100 m   | Plein air | 11 s 04     | Lausanne | 5 juillet 2019  |
| 200 m   | Plein air | 22 s 69     | Fuzhou   | 24 mai 2020     |
| 200 m   | En salle  | 23 s 73     | Nanjing  | 20 février 2019 |